# Municipio de Badger (Misuri)
El municipio de Badger (en inglés: Badger Township) es un municipio ubicado en el condado de Vernon en el estado estadounidense de Misuri. En el año 2010 tenía una población de 476 habitantes y una densidad poblacional de 5,06 personas por km².

## Geografía
El municipio de Badger se encuentra ubicado en las coordenadas 37°47′49″N 94°14′47″O / 37.79694, -94.24639. Según la Oficina del Censo de los Estados Unidos, el municipio tiene una superficie total de 94.11 km², de la cual 93,36 km² corresponden a tierra firme y (0,8 %) 0,75 km² es agua.

## Demografía
Según el censo de 2010, había 476 personas residiendo en el municipio de Badger. La densidad de población era de 5,06 hab./km². De los 476 habitantes, el municipio de Badger estaba compuesto por el 98,11 % blancos, el 0,21 % eran afroamericanos, el 0,21 % eran amerindios, el 0,21 % eran asiáticos, el 0,21 % eran de otras razas y el 1,05 % eran de una mezcla de razas. Del total de la población el 0,42 % eran hispanos o latinos de cualquier raza.